# Armada de Portugal

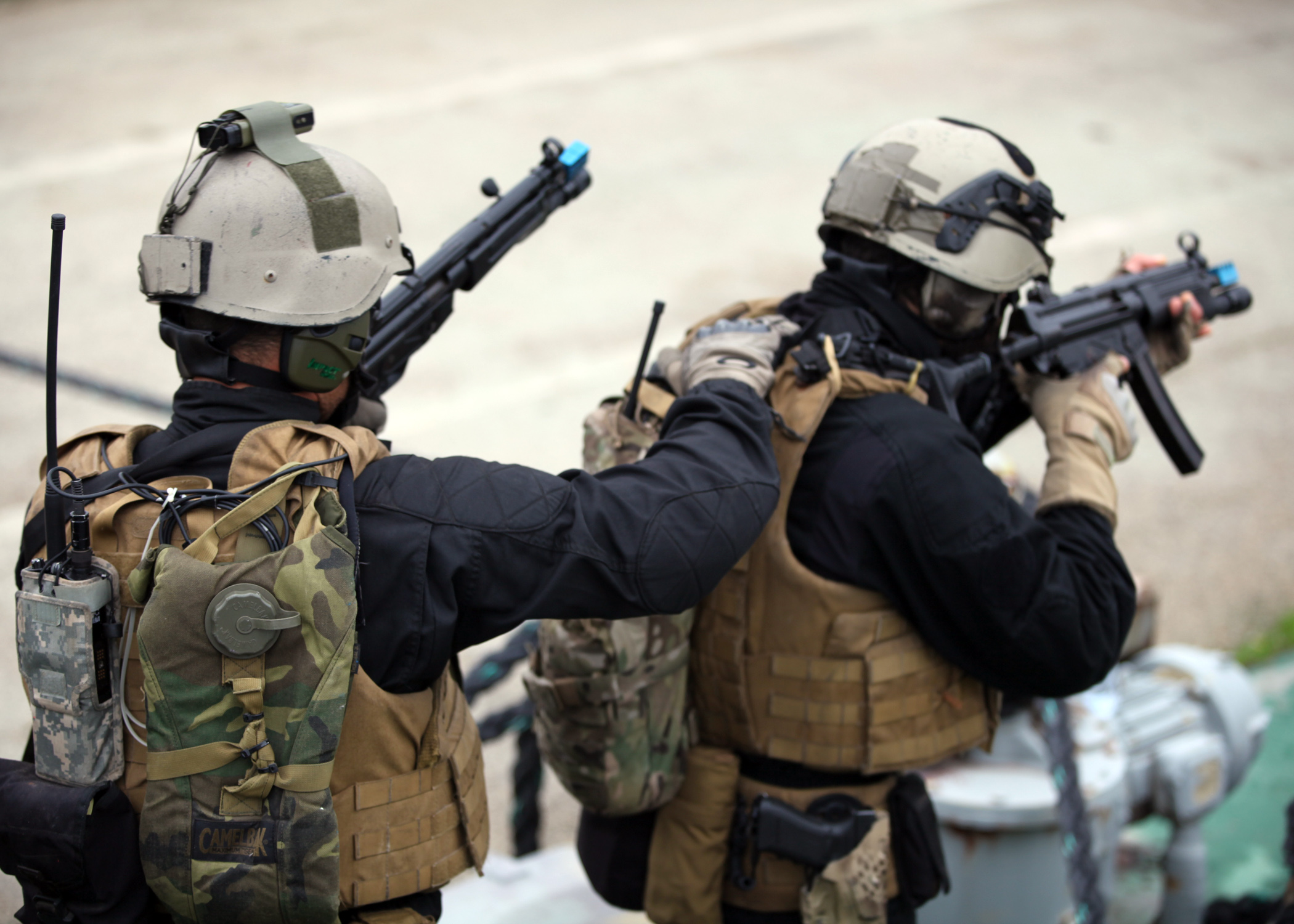
Miembros de la Unidad de Operaciones Especiales de Infantería de Marina (Fuzileiros Navais) Portugueses

La Armada de Portugal (en portugués: Marinha Portuguesa, también conocida como Marinha de Guerra Portuguesa o Armada Portuguesa) es la rama naval de las Fuerzas Armadas Portuguesas, siendo la armada más antigua del mundo. Opera en cooperación e integrada con las demás ramas militares portuguesas, encargadas de la defensa nacional de Portugal. 
La Marinha Portuguesa también participa en misiones internacionales, relacionadas con los compromisos internacionales asumidos por Portugal (principalmente con la OTAN), así como misiones de interés civil.
Hoy en día, la Marinha Portuguesa asume una capacidad de papel dual: la defensa militar del país y las misiones que en otros países son normalmente adjudicadas a guardacostas.

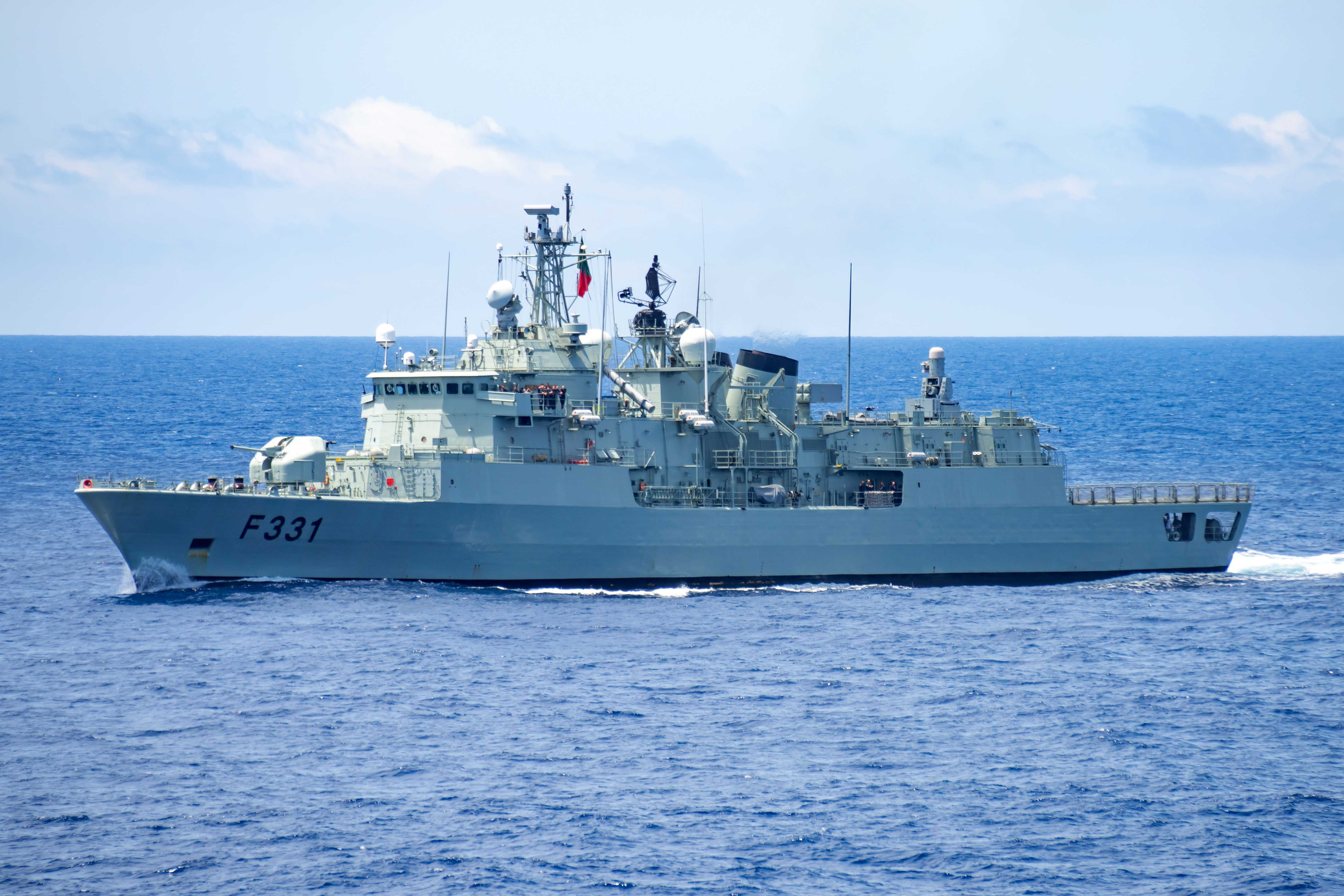
La fragata NRP Álvares Cabral (F331).

## Historia

### Creación de la Marina Portuguesa
La historia naval portuguesa está estrechamente relacionada con la historia de Portugal, y uno puede decir que la historia naval es la historia portuguesa vista desde el mar. La primera batalla conocida de la Marina portuguesa fue en 1180, durante el reinado del primer rey de Portugal, Alfonso I de Portugal. La batalla ocurrió cuando una flota portuguesa mandada por el caballero Fuas Roupinho derrotó a una flota musulmana cerca de cabo Espichel. Él también hizo dos incursiones en Ceuta, en 1181 y 1182, y murió durante las últimas de estas tentativas de conquistar Ceuta.
Durante el siglo XIII, la Marina Portuguesa ayudó en la conquista de varias ciudades del litoral, como Alcácer do Sal, Silves y Faro, en las batallas a Castilla a través de incursiones en Galicia y Andalucía, también en acciones conjuntas con flotas cristianas contra los musulmanes.
En 1312 la flota naval fue creada con el objetivo de defender el país contra los piratas musulmanes. En 1317, Denis de Portugal decidió dar, por primera vez, una organización permanente para la Armada Real, contratando a Manuel Pessanha de Génova para ser el primer Almirante del Reino. En 1321 la marina de guerra atacó con éxito los puertos musulmanes del Norte de África.
El seguro marítimo comenzó en 1323 en Portugal, y entre 1336 y 1341 los primeros intentos de expansión marítima se realizan, con la expedición a las Islas Canarias, patrocinados por Afonso IV.
Al final del siglo XIV, muchos de los descubrimientos portugueses se habían culminado, con la Armada jugando un papel principal en la exploración de los océanos y la defensa del Imperio. Portugal se convirtió en la primera potencia naval.

### Conquista y descubrimientos

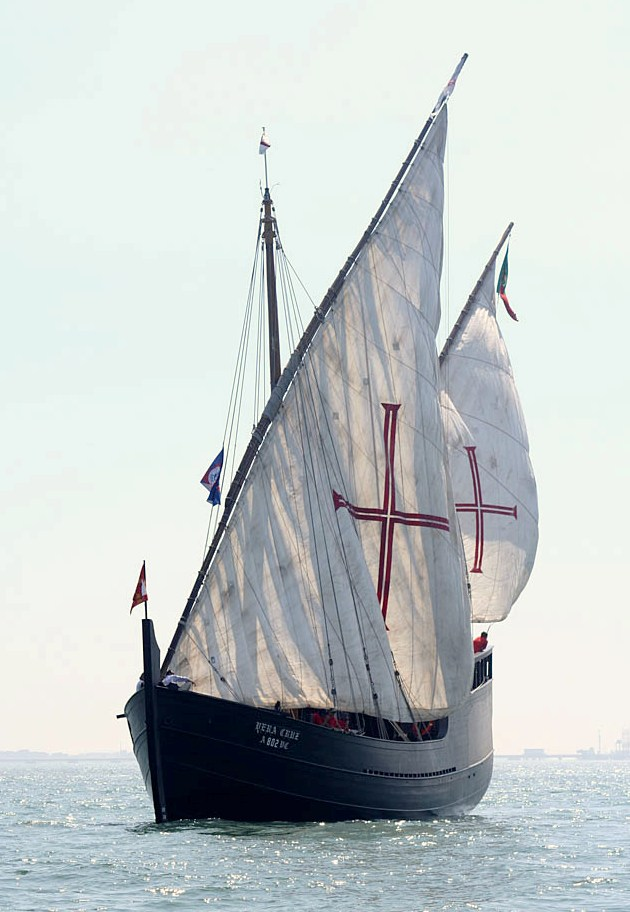
Carabela Vera Cruz en el río Tajo

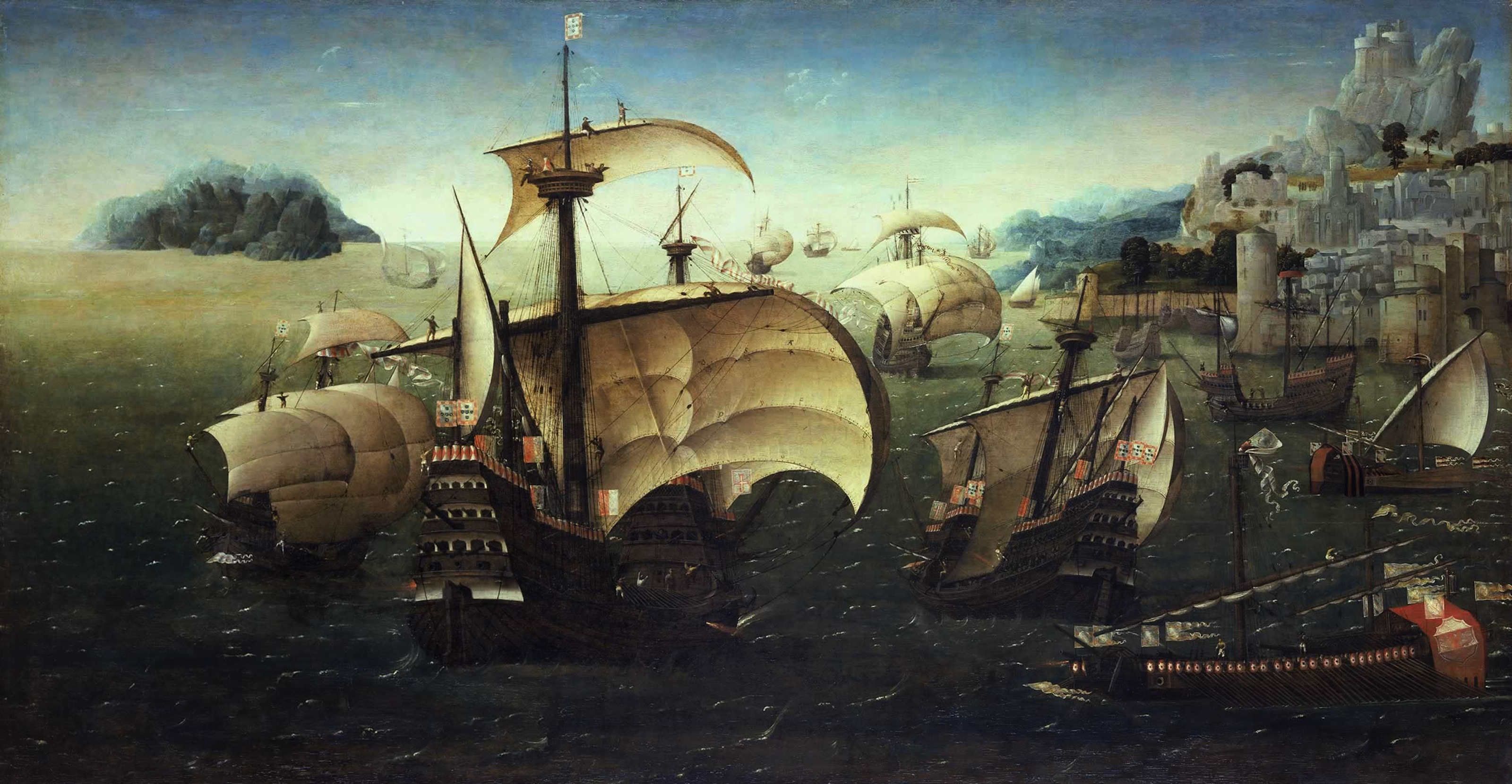
Carracas portuguesas

Al inicio del siglo XV, Portugal entró en un periodo de estabilidad y paz. Europa todavía estaba envuelta en guerras y conflictos feudales, siendo Portugal uno de los pocos países que tenían capacidad para desarrollar satisfactoriamente el trabajo de exploración metódica del Atlántico.
La expansión portuguesa en este siglo se puede dividir en:
- Expansión territorial por el Norte de África.
- Reconocimiento hidrográfico de la costa africana y las Islas Canarias.
- Reconocimiento oceanográfico y meteorológico del Atlántico.
- Desarrollo de las técnicas y métodos de navegación.

La expansión territorial se inició en el Magreb, con la conquista de Ceuta en 1415. La exploración de la costa occidental africana se inició en 1412 y terminó con la travesía y paso del cabo de Buena Esperanza en 1487.

### ElsigloXVI
Con la primera ruta marítima establecida en el Océano Índico, los portugueses comenzaron a utilizar el barco carraca (nau en portugués). Sin embargo, la penetración portuguesa en el Océano Índico no fue pacífica debido a la oposición de los musulmanes. Sin embargo, en 1509 Francisco de Almeida logra una gran victoria sobre los musulmanes en la batalla naval de Diu, y la presencia portuguesa en la zona es, sin duda alcanzada.
En Marruecos, las conquistas portuguesas continúan y se apoderan de las ciudades de Safí, Azemmour, Mazagán y Mogador.
En el este, los navegantes portugueses continúan su progreso visitando el sureste de Asia, China en 1517 y Australia en 1522. Llegan a Taiwán y Japón en el mismo período.
Entran en el Mar Rojo en 1542 para destruir la armada turca en Suez.
En el oeste los portugueses visitaron la costa de Nueva Inglaterra en 1520, California en 1542 y la Bahía Hudson en 1588.
Todas estas acciones solo fueron posibles con la capacidad naval, los conocimientos de navegación de estos navegantes, y un enorme coraje y determinación.

### Imperio Habsburgo
En 1580, el rey Felipe II de España también se convierte en rey de Portugal, pero la Marina portuguesa todavía estuvo implicada en varios conflictos, y sobre todo mantuvo un papel importante en la lucha contra los piratas. António Saldanha al mando de una flota de 30 galeones derrotó a una flota turca en el Mediterráneo y conquistó Túnez. Mientras tanto, João Queirós realiza una doble travesía del Océano Pacífico partiendo desde California.
Unida a España por una monarquía dual, Portugal vio su gran imperio atacado por los ingleses, los franceses y los neerlandeses, todos los enemigos de España. La reducida población portuguesa (alrededor de un millón) no fue suficiente para resistir a tantos enemigos, y el imperio comenzó a derrumbarse.
En 1618 se funda el primer regimiento de infantería de marina (Terço da Armada Real da Coroa de Portugal, en portugués).

### Restauración de la Independencia
En 1640 Portugal recuperó la independencia de su vecina España, siendo obligada a luchar contra su poderosa marina en condiciones difíciles. Esto condujo a la pérdida de varias regiones del Imperio y a acuerdos de paz con Inglaterra, Francia y los Países Bajos.
En 1641, la marina portuguesa fue capaz de defender los intereses nacionales en el continente europeo y reconquistar Angola y el Nordeste de Brasil de los holandeses durante la Guerra Luso-Neerlandesa.

### SigloXVIII
Durante el reinado de Juan V de Portugal la marina sufre una transformación importante, durante la cual el buque de guerra comienza a distinguirse del buque mercante.
En 1705 un escuadrón de 8 carracas (nau en portugués) fue a Gibraltar para ayudar a Inglaterra en contra de España.
En 1717 la Marina portuguesa se enfrenta a la Marina otomana en la batalla de Matapán.

### DelsigloXIXa la I Guerra Mundial

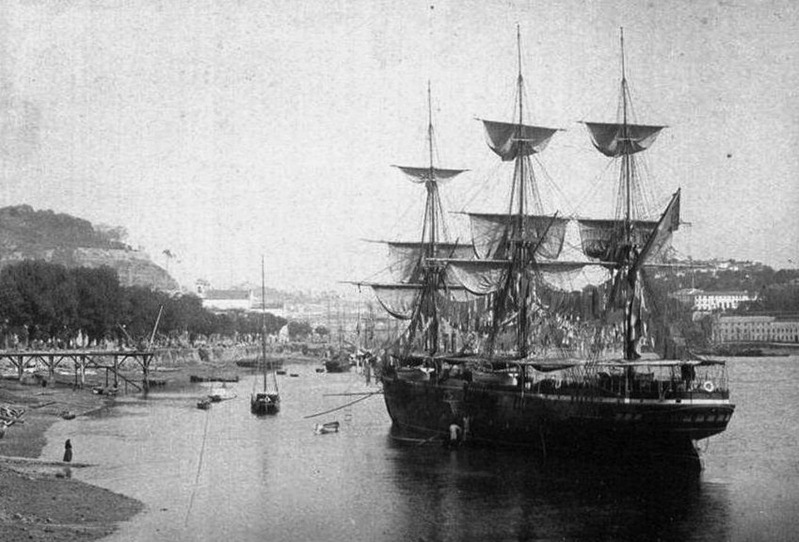
Corbeta Sagres, en servicio entre 1858 y 1898.

En noviembre de 1807 el General Jean-Andoche Junot invadió Portugal en un intento de expandir el imperio continental napoleónico. El príncipe regente João VI, con el país en confusión, llamó a la Marina portuguesa a salvar la corona. El 29 de noviembre João VI partió para Brasil con 15000 miembros del gobierno y sus familias. La flota portuguesa logró preservar al gobierno hasta que pudieron volver. La flota que partió a Brasil contenía una nave de 84 cañones por línea, el Príncipe Real. Además contenía tres naves de 74 cañones por línea, el Rainha de Portugal, Príncipe do Brasil y el Conde D. Henrique y cuatro buques de 64 cañones por línea junto con cuatro barcos de guerra británicos.
La inestabilidad política dominó Portugal durante el siglo XIX después de las invasiones napoleónicas. La Marina entró en un periodo de crisis que solo terminó con la entrada del siglo XX tras un programa de modernización propuesto por el entonces ministro de Marina Jacinto Cândido da Silva en 1896. Los buques más destacables de finales del siglo XIX y principios del XX fueron el crucero blindado Vasco da Gama, los cruceros protegidos clase São Gabriel (São Gabriel y São Rafael), Dom Carlos I, Rainha Doña Amélia y el crucero desprotegido Adamastor.
A principios de la I Guerra Mundial la Marina portuguesa fue modernizada y recibió submarinos y 3 fragatas, entre otros barcos de guerra.

### I Guerra Mundial

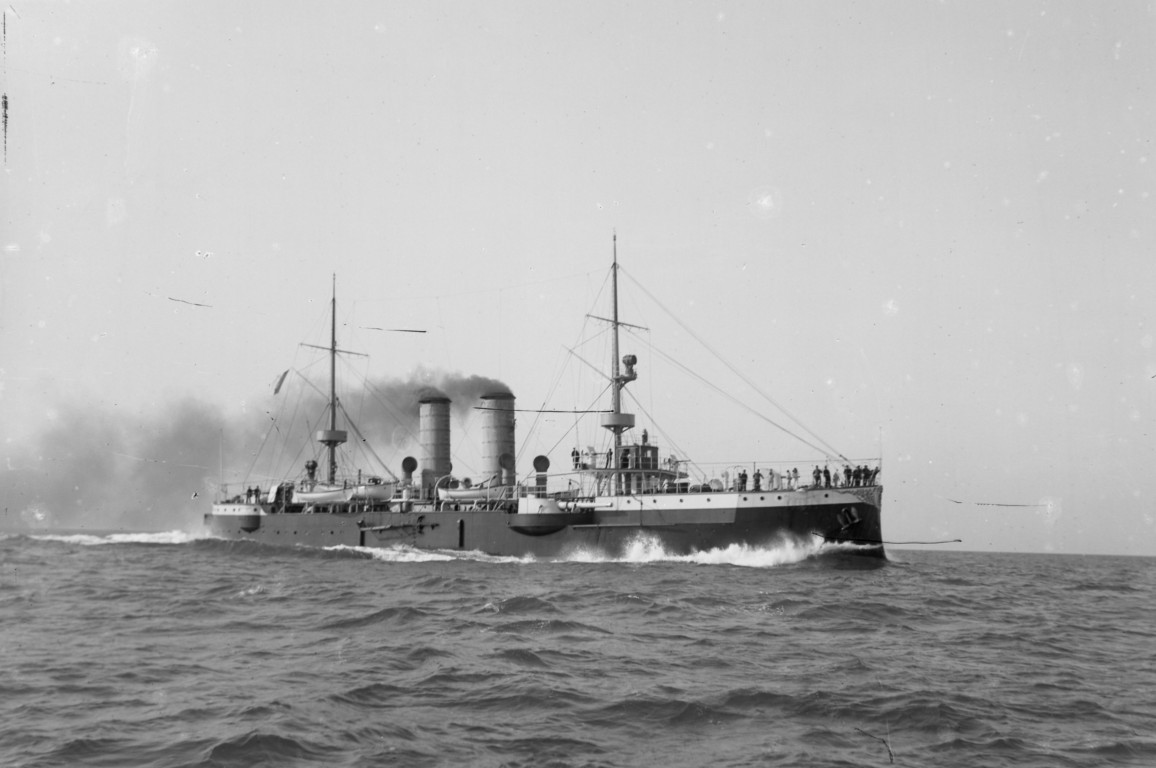
El buque blindado Vasco da Gama, buque de finales del y principios del.

Durante la Primera Guerra Mundial, el papel principal de la marina portuguesa era patrullar aguas portuguesas, búsqueda de submarinos, escoltar buques mercantes y transportar tropas a Francia y África.
Los hechos más importantes fueron el combate entre el cazaminas Augusto de Castilho con el submarino alemán U-139 y el hundimiento del dragaminas Roberto Ivens debido a la colisión con una mina en las afueras del puerto de Lisboa.
Después de la guerra Portugal adquirió dos barcos al Reino Unido y 6 torpederos de Austria-Hungría.
En 1922 los oficiales navales Sacadura Cabral y Gago Coutinho hicieron la primera travesía aérea del Atlántico Sur.
Desde 1933 a 1936 la Marina adquirió un total de 22 buques y sostuvo una profunda reorganización.

### II Guerra Mundial
Durante la Segunda Guerra Mundial la marina portuguesa defendió en mar y aire la neutralidad portuguesa. Debido al enorme Imperio los activos no eran suficientes —el núcleo de la Armada eran los 5 destructores Clase Douro y los 3 submarinos Clase Delfín— pero de todos modos fue posible mantener la integridad de los diferentes territorios del Imperio, a excepción de Timor Oriental, que fue invadida y ocupada por el Imperio de Japón desde 1942 hasta 1945.
Después de la guerra Portugal se adhirió a la OTAN y adquirió 3 submarinos, 7 fragatas, 4 lanchas patrulla, 16 dragaminas, 4 cazaminas y 3 barcos de superficie.

### Tiempos modernos

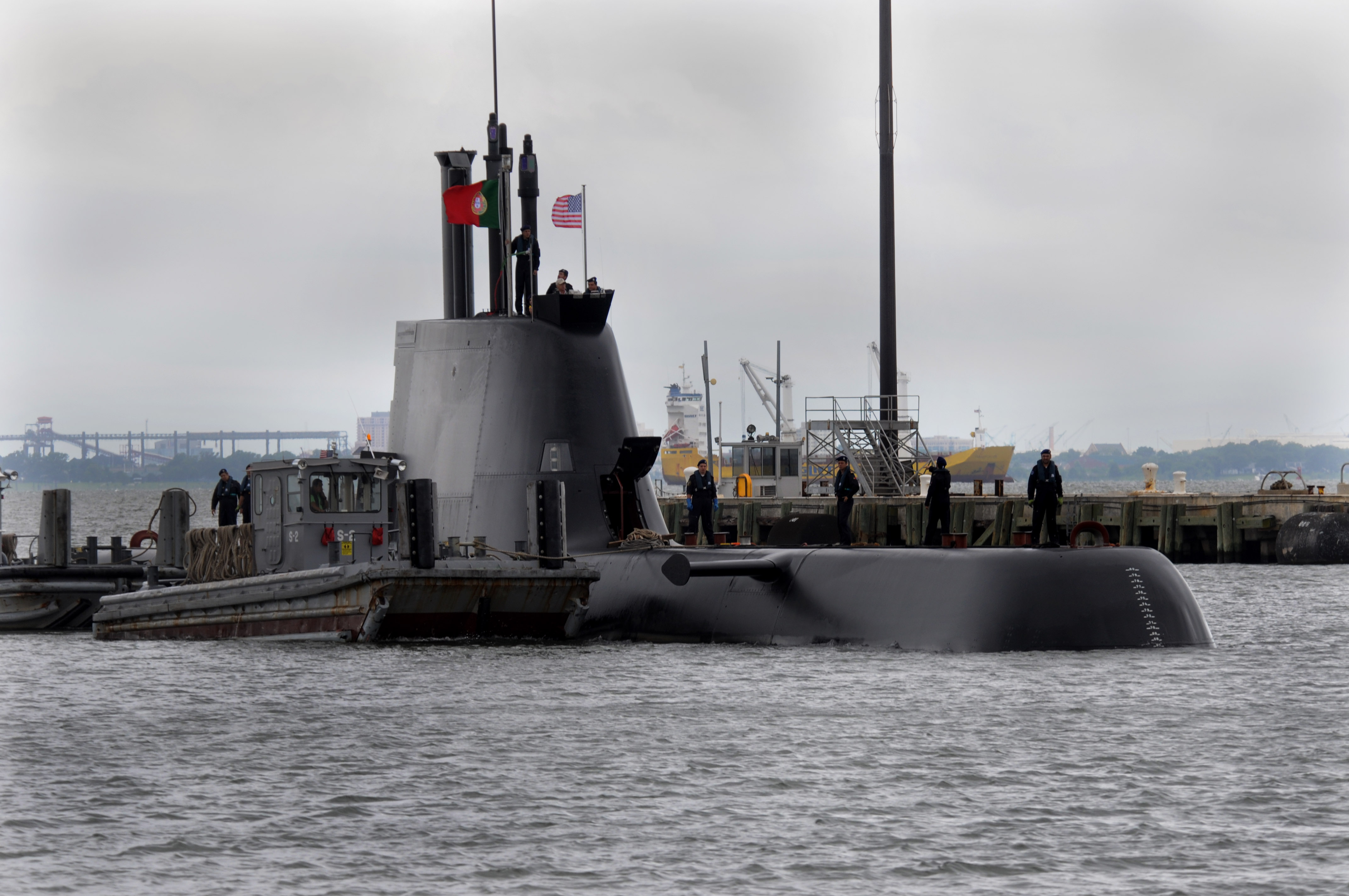
Submarino Portugués NRP Tridente

Tras medio siglo, la Marina portuguesa entró en combate durante la segunda mitad del siglo XX. Dichos combates tuvieron lugar en el Océano Índico contra la India y en las colonias africanas durante la guerra colonial portuguesa.
La Guerra portuguesa-india de 1961, fue una ruptura de hostilidades entre la India y Portugal, después de que esta última rechazara devolver sus colonias a la India tras numerosos intentos de negociación. Cuatro fragatas portuguesas, la NRP Afonso de Albuquerque, la NRP Bartolomeu Dias, la NRP João de Lisboa y la NRP Gonçalves Zarco fueron destacadas patrullando las aguas cercanas a Goa, Damán y Diu, junto a varios patrulleros (Lancha de Fiscalização). Sin embargo solo la Afonso de Albuquerque entró en acción contra la Marina India, los otros barcos fueron retirados antes del comienzo de las hostilidades. La NRP Afonso de Albuquerque fue destruida por las fragatas indias, INS Betwa y INS Beas. Partes del barco fueron recuperadas y se muestran en el Museo naval Indio en Bombay.
Un buque de la Armada portuguesa, el NRP Álvares Cabral (F-331) de la clase Vasco da Gama, ha servido como buque insignia de la flotilla de la OTAN en misión contra la piratería en aguas de Somalia en 2009.

## Buques y sistemas de armas
Los principales buques de la Armada portuguesa son:

### Fragatas
| Clase                           | Foto                 | Nombre                       | Origen       | Asignado | Desplazamiento tm. | Eslora | Velocidad kn | Autonomía nmi | Dotación |
| Bartolomeu Dias (Karel Doorman) |                      | F334 D. Francisco de Almeida | Países Bajos | 1994     | 3320               | 122,5  | 29           | 5000          | 176      |
| Bartolomeu Dias (Karel Doorman) | F333 Bartolomeu Dias |                              | Países Bajos | 1994     | 3320               | 122,5  | 29           | 5000          | 176      |
| Vasco da Gama (MEKO® 200 PN)    |                      | F332 Corte-Real              | Alemania     | 1992     | 3200               | 115,90 | 32           | 4000          | 180      |
| Vasco da Gama (MEKO® 200 PN)    |                      | F331 Álvares Cabral          | Alemania     | 1991     | 3200               | 115,90 | 32           | 4000          | 180      |
| Vasco da Gama (MEKO® 200 PN)    |                      | F330 Vasco da Gama           | Alemania     | 1990     | 3200               | 142    | 32           | 4000          | 180      |

### Corbetas
| Clase               | Foto | Nombre             | Origen          | Asignado | Desplazamiento tm. | Eslora | Velocidad kn. | Autonomía nm. | Dotación |
| Baptista de Andrade |      | F487 João Roby     | Portugal España | 1975     | 1401               | 81     | 24            | 5000          | 113      |
| João Coutinho       |      | F471 António Eanes | Portugal España | 1971     | 1401               | 81     | 24            | 5000          | 93       |

### Submarinos
| Clase              | Numeral | Nombre        | Origen   | Asignado | Desplazamiento tm. | Eslora | Velocidad kn. | Autonomía nm. | Dotación   |
| Tridente (U-209PN) |         | S161 Arpão    | Alemania | 2010     | 2020               | 68     | 20            | 12 000        | 47 (33+14) |
| Tridente (U-209PN) |         | S160 Tridente | Alemania | 2009     | 2020               | 68     | 20            | 12 000        | 47 (33+14) |

### Patrulleros
| Clase            | Foto                 | Nombre                | Origen               | Asignado | Desplazamiento tm. | Eslora | Velocidad kn. | Autonomía nm. | Dotación |
| Viana do Castelo |                      | P360 Viana do Castelo | Portugal             | 2010     | 1850               | 83,1   | 23            | 4859          | 44       |
| Viana do Castelo | P361 Figueira da Foz | 2013                  | Portugal             |          | 1850               | 83,1   | 23            | 4859          | 44       |
| Viana do Castelo | P362 Sines           | 2018                  | Portugal             |          | 1850               | 83,1   | 23            | 4859          | 44       |
| Viana do Castelo | P363 Setúbal         | 2018                  | Portugal             |          | 1850               | 83,1   | 23            | 4859          | 44       |
| Tejo             |                      | P590 Tejo             | Dinamarca / Portugal | 1996     | 320                | 54     | 30            | 3860          | 25       |
| Tejo             | P591 Douro           | 1994                  | Dinamarca / Portugal |          | 320                | 54     | 30            | 3860          | 25       |
| Tejo             | P592 Mondego         | 1992                  | Dinamarca / Portugal |          | 320                | 54     | 30            | 3860          | 25       |
| Tejo             | P593 Guadiana        | 1995                  | Dinamarca / Portugal |          | 320                | 54     | 30            | 3860          | 25       |
| Centauro         |                      | P1158 Sagitário       | Portugal             | 2001     | 94                 | 27     | 24            | 1350          | 8        |
| Centauro         | P1157 Pégaso         | 2001                  | Portugal             |          | 94                 | 27     | 24            | 1350          | 8        |
| Centauro         | P1156 Oríon          | 2001                  | Portugal             |          | 94                 | 27     | 24            | 1350          | 8        |
| Centauro         | P1155 Centauro       | 2000                  | Portugal             |          | 94                 | 27     | 24            | 1350          | 8        |
| Argos            |                      | P1154 Hidra           | Portugal             | 1991     | 97                 | 27     | 24            | 1350          | 8        |
| Argos            | P1153 Cassiopeia     | 1991                  | Portugal             |          | 97                 | 27     | 24            | 1350          | 8        |
| Argos            | P1152 Escorpião      | 1991                  | Portugal             |          | 97                 | 27     | 24            | 1350          | 8        |
| Argos            | P1151 Dragão         | 1991                  | Portugal             |          | 97                 | 27     | 24            | 1350          | 8        |
| Argos            | P1150 Argos          | 1991                  | Portugal             |          | 97                 | 27     | 24            | 1350          | 8        |
| Rio Minho        |                      | P370 Rio Minho        | Portugal             | 1991     | 70                 | 22,5   | 9,5           | 800           | 8        |
| Cacine           |                      | P1146 Zaire           | Portugal             | 1969     | 292                | 44     | 20            | 4500          | 33       |

### Buques balizadores y anti-contaminación
| Hecho por buques de Clase Viana do Castelo y de Clase Tejo |

### Buque Hidrográficos
| Clase                  | Foto             | Nombre                       | Origen                  | Asignado | Desplazamiento tm. | Eslora | Velocidad kn. | Autonomía nm. | Dotación |
| D. Carlos I (Stalwart) |                  | A523 Almirante Gago Coutinho | Estados Unidos Portugal | 1985     | 2300               | 68,7   | 10,5          | 6400          | 49       |
| D. Carlos I (Stalwart) | A522 D. Carlos I |                              | Estados Unidos Portugal | 1985     | 2300               | 68,7   | 10,5          | 6400          | 49       |

### Lanchas Hidrográficas
| Clase     | Foto            | Nombre       | Origen   | Asignado | Desplazamiento tm. | Eslora | Velocidad kn. | Autonomía nm. | Dotación |
| Andrómeda |                 | A5205 Auriga | Portugal | 1988     | 245                | 31,4   | 12            | 1980          | 19       |
| Andrómeda | A5203 Andrómeda |              | Portugal | 1988     | 245                | 31,4   | 12            | 1980          | 19       |

### Buque escuela
| Clase            | Foto | Nombre          | Origen               | Asignado | Desplazamiento tm. | Eslora | Velocidad kn. | Autonomía nm. | Dotación |
| Clase Gorch Fock |      | A520 Sagres     | Alemania nazi Brasil | 1937     | 1940               | 70,4   | 10,5          | 5450          | 139      |
| Classe Creoula   |      | UAM 201 Creoula | Portugal             | 1937     | 1300               | 67,4   | -             | -             | 38       |
| Clase Polar      |      | A5204 Polar     | Alemania             | 1977     | 77                 | 29,9   | -             | -             | 5        |
| Classe Polar     |      | NRP Zarco       |                      | 1983     | 60                 | 23     | 12            | -             | 4        |

### Buques auxiliares
- 15 embarcaciones salvavidas;[38]
- 10 embarcaciones de capitanía/patrulla;[39]
- 18 otras embarcaciones, como lanchas rápidas armadas pertenecientes a la Infantería de Marina portuguesa y barcos anticontaminación.[40][41]

### Aeronaves

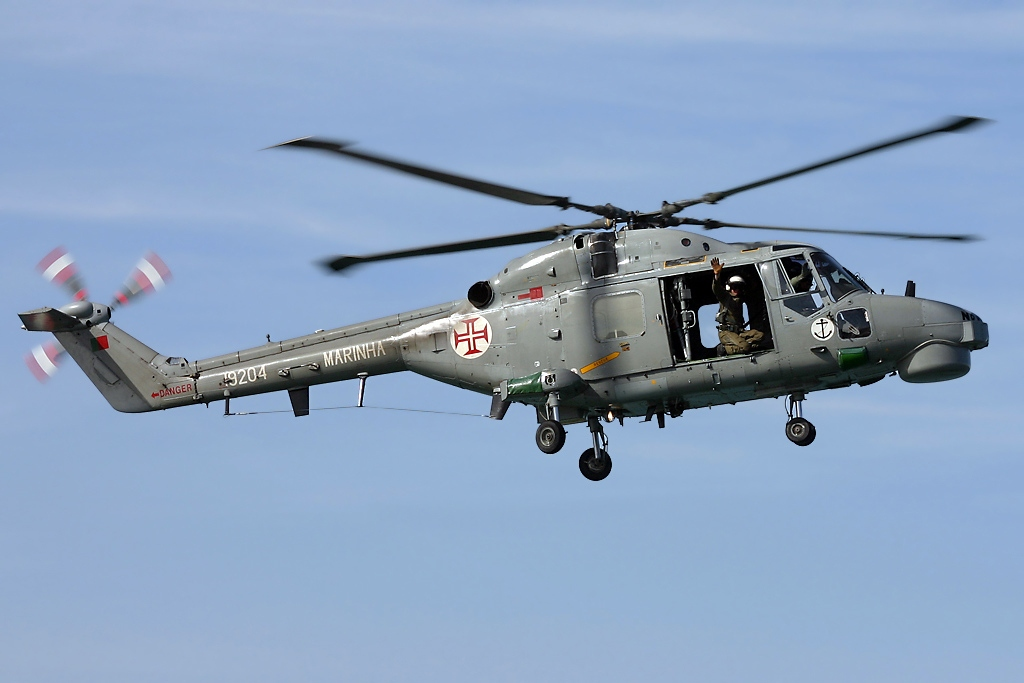
Un helicóptero Lynx Mk-95 de la Armada portuguesa.

- 5 helicópteros Westland Super Lynx Mk.95

### Vehículo aéreo no tripulado
- 6 ×  Beyond Vision VTOne.[42][43]
- 6 ×  Beyond Vision HEIFU.[43]
- 4 ×  UAVision UX Spyro;[44]
- 2 ×  UAVision Ogassa OGS42/V;[45]
- ? ×  Tekever AR3;[46]
- ? ×  Tekever AR4.[47]
- ? ×  Target drone X-1001.[48]

### Vehículo de superficie no tripulado
- 1 ×  Sistema Marítimo Autónomo Hidrográfico X-2601;[49]

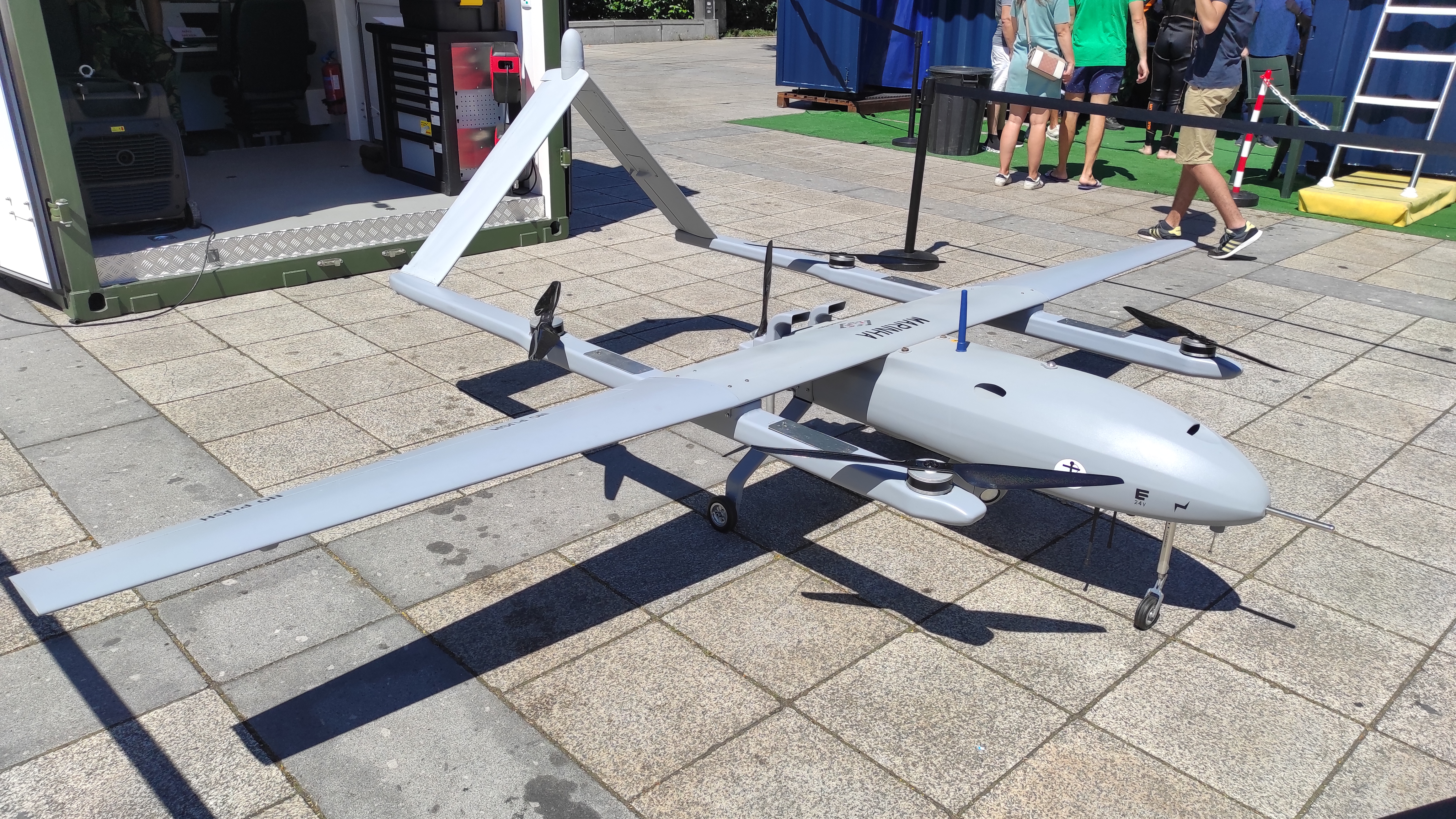
Un veiculo aéreo no tripulado UAVision OGASSA OGS42 VTOL de la Marina Portuguesa.

- 1 ×  Sistema Marítimo Autónomo X-2701;[50][51]
- 1 ×  Sistema Marítimo Autónomo X-2801;[52][53][54]

### Futuras incorporaciones
- 6 Patrulleros de clase Viana do Castelo (NPO 2000);[55]
- 1 Landing platform dock diseñado por HDW[56] que se llamará NRP D. João II
- 1 Landing platform;[57]
- 1 Buque Petrolero;[58]

### Galería
|                                        |
| La fragata NRP Bartolomeu Dias (F-333) |

|                        |
| Submarino NRP Tridente |

|                                            |
| Patrullero Oceánico Clase Viana do Castelo |